# Storndorf

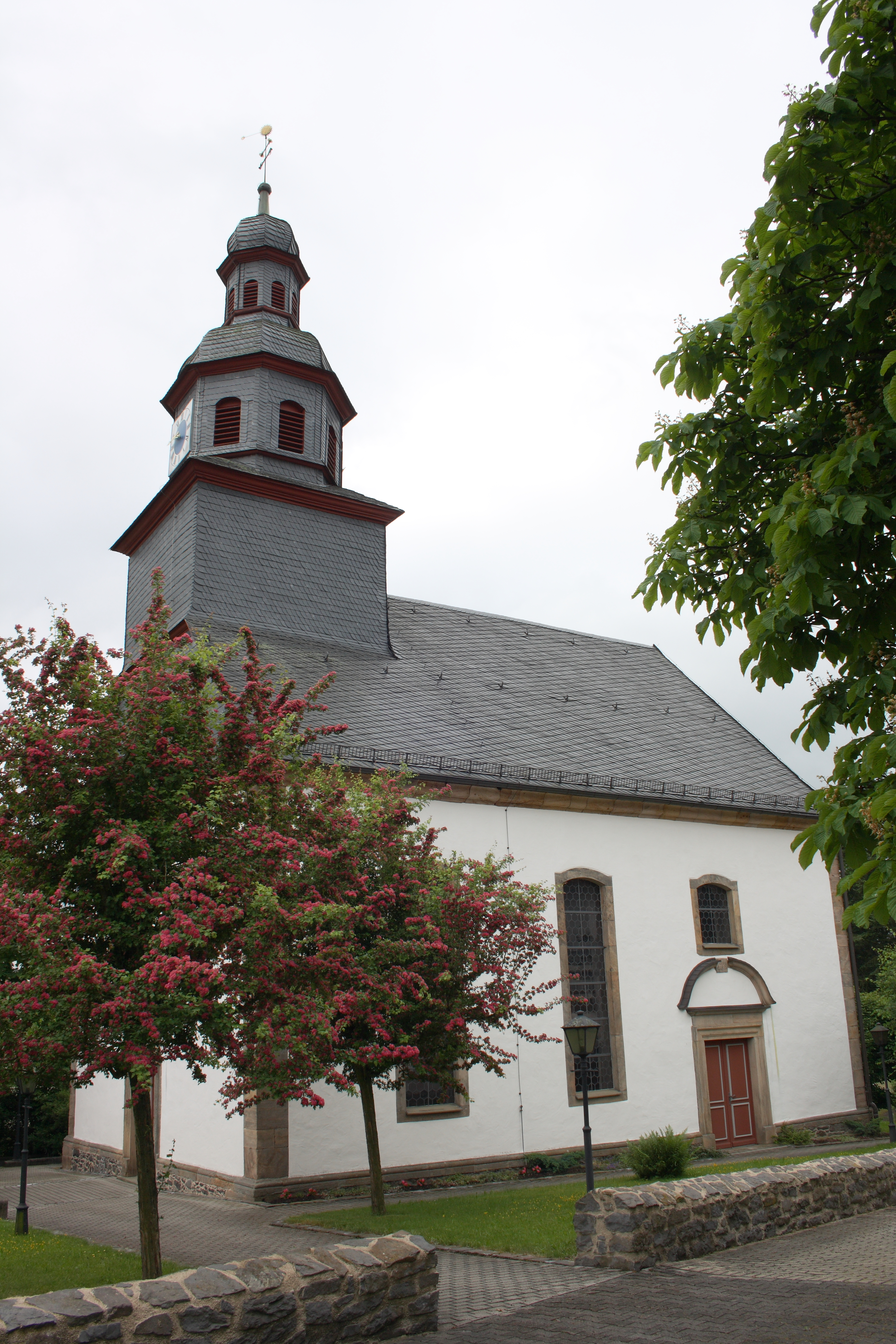
Evangelische Kirche in Storndorf

Storndorf ist ein Ortsteil von Schwalmtal im mittelhessischen Vogelsbergkreis. Das gut 800 Einwohner zählende Dorf liegt im Norden des Vogelsberges. Storndorf ist die erste von der etwa vier Kilometer südlich entspringenden Schwalm durchflossene Ortschaft.

## Ortsgeschichte

### Mittelalter
Die Ersterwähnung des Ortes erfolgte am 25. September 1214. Der im Ort lebende Adlige Heinrich, genannt von Storndorf, seine Ehefrau Gertrud, ihre Söhne Johann und Meingoz, ihre Töchter Hedwig und Antonia schenkten dem Kloster Immichenhain ihre Güter zu Ingebrechtrode. Zwischen Hattendorf und Elbenrod lag dieser später wüst gefallene Ort Ingebrechterode. In einer Urkunde von 1501 wird der Ort als Wüstung bezeichnet.
Eine weitere Quelle aus dem Jahre 1855 hat für das Jahr 1238 angegeben: „Storendorf“. 1293 hieß es Storrendorff (Beleg fehlt!). Im 14. und 15. Jahrhundert werden Vertreter des ortsansässigen Adels derer von Storndorf urkundlich genannt. Am 30. November 1336 bekannten der Adlige Gerlach von Storndorf und seine Frau Alheyt, dass sie von Friedrich von Herzberg Güter in Nieder-Breidenbach, Storndorf und Vadenrod als Erbburglehen empfangen sollten. 1338 heißt es „... Gerlach von Storrindorf ...“, 1396 ist es erneut ein „Gerlach von Stormdorff ...“ Schließlich ist es ein „... Heinrich von Storndorff“, der 1403 urkundlich erscheint. Seit 1500 wird meist die Bezeichnung Storndorff angewendet.
Der Ortsname leitet sich ab von dem mdh. Appellativum storre = Baumstumpf. Damit sind die Baumstümpfe, die nach einer Rodung stehen blieben, gemeint.
Im Mittelalter waren die Landesherren über Storndorf die Landgrafen von Hessen. Viele Rechte über den Ort waren als Lehen an die „Familie von Storndorf“ vergeben.

### Neuzeit
Im Jahr 1600 war eine Storndorfer Linie so stark verschuldet, dass deren Hälfte von Storndorf („die Hälfte des Dorfes Storndorf und die Hälfte der außerhalb des Gerichts Storndorf liegenden Güter“) an die Landgrafen zurückfiel. Am 9. August 1634 stellte Landgraf Georg II. von Hessen-Darmstadt seinem Hofrat Hans Ludwig von Seebach als Ausgleich für ausgebliebene Gehaltszahlungen einen Lehensbrief auf die zurückgefallene Hälfte von Storndorf aus. Mit dem Aussterben der Familie von Storndorf gab es ab 1713 so eine hessische und eine seebachische Hälfte an Ort und Gericht Storndorf.
1753 wurde die evangelische Kirche erbaut. Noch bis etwa Ende der 1960er-Jahre verdienten sich etliche Einwohner ein Zubrot als Besenbinder.
Die Statistisch-topographisch-historische Beschreibung des Großherzogthums Hessen berichtet 1830 über Storndorf:

„Storndorf (L. Bez. Alsfeld) evangel. Filialdorf; liegt im Vogelsberg, 2 1⁄2 St. von Alsfeld, so wie an der Schwalm, die 1⁄2 St. oberhalb des Orts, in einem Wiesenthale entspringt. Der Ort hat 145 Häuser und 863 Einwohner, die außer 1 Katholiken und 139 Juden evangelisch sind, so wie 1 alte Burg, dem Herrn von Seebach gehörig, 1 Synagoge, 3 Mühlen und 2 Höfe, von welchen einer Staatseigenthum ist, der andere aber dem Herrn von Seebach gehörte, und 1823 an Mehrere erb und eigen verkauft worden ist. Ersterer Hof besteht in einem zweistöckigen Wohnhaus, den nöthigen Oekonomiegebäuden, einem Brennhaus, einem Brauhaus und mehreren Morgen Land, und es ist mit diesem Hofgut die Brau- und Brenngerechtigkeit nebst der Schenkwirthschaft verbunden. Unter den Einwohnern giebt es viele Leineweber. Mehrere Einwohnernähren sich auch von dem Hausiren mit irdenem und hölzernem Geschirr. Hier wird ein Weingeist bereitet, der zu feinen Liqueuren und zu einem wohlriechenden Wasser, das unter dem Namen Sterndorfer Wasser in Handel kommt, verwendet wird. Der Ort war mit den adeligen Vasallen Herrn von Seebach, in manchen Stücken gemeinschaftlich, welche aber ihre Rechte in den neusten Zeiten an den Staat abgetreten haben.“

Vom 17. Jahrhundert bis 1939 hatte Storndorf eine jüdische Gemeinde. Sie hatte eine Synagoge, eine Schule, ein rituelles Bad (Mikwe) und einen eigenen jüdischen Friedhof. Die Gemeinde gehörte dem orthodoxen Provinzialrabbinat Oberhessen mit Sitz in Gießen an.
Im Zuge der Gebietsreform in Hessen bildet Storndorf zusammen mit weiteren acht zuvor selbstständigen Ortschaften seit dem 31. Dezember 1971 die Gemeinde Schwalmtal.

### Verwaltungsgeschichte im Überblick
Die folgende Liste zeigt die Staaten und Verwaltungseinheiten, denen Storndorf angehört(e):

- vor 1567: Heiliges Römisches Reich, Landgrafschaft Hessen
- ab 1567: Heiliges Römisches Reich, Landgrafschaft Hessen-Marburg
- 1604–1648: Heiliges Römisches Reich, strittig zwischen Landgrafschaft Hessen-Darmstadt und Landgrafschaft Hessen-Kassel (Hessenkrieg)
- ab 1604: Heiliges Römisches Reich, Landgrafschaft Hessen-Darmstadt, Oberfürstentum Hessen, adliges Amt Storndorf[19]
- ab 1713: Heiliges Römisches Reich, Landgrafschaft Hessen-Darmstadt, Oberfürstentum Hessen, Amt Storndorf der Herren von Seebach/ landgräfliches Amt Ulrichstein (sowie das Gericht, je zur Hälfte)[20]
- ab 1806: Großherzogtum Hessen, Fürstentum Oberhessen, Amt und Gericht Storndorf[21][22]
- ab 1815: Großherzogtum Hessen, Provinz Oberhessen, Amt Ulrichstein, Gericht Storndorf[23]
- ab 1821: Großherzogtum Hessen, Provinz Oberhessen, Landratsbezirk Romrod[24][Anm. 2]
- ab 1829: Großherzogtum Hessen, Provinz Oberhessen, Landratsbezirk Alsfeld
- ab 1832: Großherzogtum Hessen, Provinz Oberhessen, Kreis Alsfeld
- ab 1838: Großherzogtum Hessen, Provinz Oberhessen, Kreis Grünberg
- ab 1848: Großherzogtum Hessen, Regierungsbezirk Alsfeld
- ab 1852: Großherzogtum Hessen, Provinz Oberhessen, Kreis Alsfeld
- ab 1867: Norddeutscher Bund, Großherzogtum Hessen, Provinz Oberhessen, Kreis Alsfeld
- ab 1871: Deutsches Reich, Großherzogtum Hessen, Provinz Oberhessen, Kreis Alsfeld
- ab 1874: Deutsches Reich, Großherzogtum Hessen, Provinz Oberhessen, Kreis Schotten
- ab 1918: Deutsches Reich, Volksstaat Hessen, Provinz Oberhessen, Kreis Schotten
- ab 1938: Deutsches Reich, Volksstaat Hessen, Landkreis Alsfeld
- ab 1945: Deutsches Reich, Amerikanische Besatzungszone, Groß-Hessen, Regierungsbezirk Darmstadt, Landkreis Alsfeld
- ab 1946: Deutsches Reich, Amerikanische Besatzungszone, Hessen, Regierungsbezirk Darmstadt, Landkreis Alsfeld
- ab 1949: Bundesrepublik Deutschland, Hessen, Regierungsbezirk Darmstadt, Landkreis Alsfeld
- ab 1971: Bundesrepublik Deutschland, Hessen, Regierungsbezirk Darmstadt, Landkreis Lauterbach
- ab 1972: Bundesrepublik Deutschland, Hessen, Regierungsbezirk Darmstadt, Vogelsbergkreis, Gemeinde Schwalmtal
- ab 1981: Bundesrepublik Deutschland, Hessen, Regierungsbezirk Gießen, Vogelsbergkreis, Gemeinde Schwalmtal

### Gerichte seit 1803
In der Landgrafschaft Hessen-Darmstadt wurde mit Ausführungsverordnung vom 9. Dezember 1803 das Gerichtswesen neu organisiert. Für das Fürstentum Oberhessen (ab 1815 Provinz Oberhessen) wurde das „Hofgericht Gießen“ eingerichtet. Es war für normale bürgerliche Streitsachen Gericht der zweiten Instanz, für standesherrliche Familienrechtssachen und Kriminalfälle die erste Instanz. Übergeordnet war das Oberappellationsgericht Darmstadt. Die Rechtsprechung der ersten Instanz wurde durch die Ämter bzw. Standesherren vorgenommen und somit für Storndorf das Amt Ulrichstein für den hessischen Anteil und das Gericht Storndorf für die seebachische Teil zuständig. Nach der Gründung des Großherzogtums Hessen 1806 wurden die Aufgaben der ersten Instanz 1821 im Rahmen der Trennung von Rechtsprechung und Verwaltung auf die neu geschaffenen Landgerichte übergingen. „Landgericht Alsfeld“ war daher von 1821 bis 1879 die Bezeichnung für das erstinstanzliche Gericht in Alsfeld, das heutige Amtsgericht, das für Storndorf zuständig war. Die Familie von Seebach trat ihre Rechte am Gericht Storndorf 1821 an den Staat ab.
Anlässlich der Einführung des Gerichtsverfassungsgesetzes mit Wirkung vom 1. Oktober 1879, infolge derer die bisherigen großherzoglichen Landgerichte durch Amtsgerichte an gleicher Stelle ersetzt wurden, während die neu geschaffenen Landgerichte nun als Obergerichte fungierten, kam es zur Umbenennung in Amtsgericht Alsfeld und Zuteilung zum Bezirk des Landgerichts Gießen.

## Bevölkerung

### Einwohnerstruktur 2011
Nach den Erhebungen des Zensus 2011 lebten am Stichtag dem 9. Mai 2011 in Storndorf 792 Einwohner. Darunter waren 6 (0,7 %) Ausländer. Nach dem Lebensalter waren 117 Einwohner unter 18 Jahren, 321 zwischen 18 und 49, 183 zwischen 50 und 64 und 168 Einwohner waren älter. Die Einwohner lebten in 321 Haushalten. Davon waren 75 Singlehaushalte, 96 Paare ohne Kinder und 120 Paare mit Kindern, sowie 24 Alleinerziehende und 6 Wohngemeinschaften. In 78 Haushalten lebten ausschließlich Senioren und in 201 Haushaltungen lebten keine Senioren.

### Einwohnerentwicklung
| • 1806: | 895 Einwohner, 131 Häuser           |
| • 1829: | 863 Einwohner, 145 Häuser           |
| • 1867: | 938 Einwohner, 144 bewohnte Gebäude |
| • 1875: | 973 Einwohner, 151 bewohnte Gebäude |

| Storndorf: Einwohnerzahlen von 1800 bis 2015 | Storndorf: Einwohnerzahlen von 1800 bis 2015 | Storndorf: Einwohnerzahlen von 1800 bis 2015 | Storndorf: Einwohnerzahlen von 1800 bis 2015 | Storndorf: Einwohnerzahlen von 1800 bis 2015 |
| --- | -------------------------------------------- | -------------------------------------------- | -------------------------------------------- | -------------------------------------------- |
| Jahr |                                              |                                              |                                              | Einwohner                                    |
| 1800 | 1800                                         |                                              | 632                                          | 632                                          |
| 1806 | 1806                                         |                                              | 895                                          | 895                                          |
| 1829 | 1829                                         |                                              | 863                                          | 863                                          |
| 1834 | 1834                                         |                                              | 951                                          | 951                                          |
| 1840 | 1840                                         |                                              | 1.053                                        | 1.053                                        |
| 1846 | 1846                                         |                                              | 1.030                                        | 1.030                                        |
| 1852 | 1852                                         |                                              | 993                                          | 993                                          |
| 1858 | 1858                                         |                                              | 964                                          | 964                                          |
| 1864 | 1864                                         |                                              | 936                                          | 936                                          |
| 1871 | 1871                                         |                                              | 931                                          | 931                                          |
| 1875 | 1875                                         |                                              | 973                                          | 973                                          |
| 1885 | 1885                                         |                                              | 934                                          | 934                                          |
| 1895 | 1895                                         |                                              | 872                                          | 872                                          |
| 1905 | 1905                                         |                                              | 805                                          | 805                                          |
| 1910 | 1910                                         |                                              | 831                                          | 831                                          |
| 1925 | 1925                                         |                                              | 746                                          | 746                                          |
| 1939 | 1939                                         |                                              | 735                                          | 735                                          |
| 1946 | 1946                                         |                                              | 1.022                                        | 1.022                                        |
| 1950 | 1950                                         |                                              | 939                                          | 939                                          |
| 1956 | 1956                                         |                                              | 873                                          | 873                                          |
| 1961 | 1961                                         |                                              | 871                                          | 871                                          |
| 1967 | 1967                                         |                                              | 862                                          | 862                                          |
| 1970 | 1970                                         |                                              | 906                                          | 906                                          |
| 1980 | 1980                                         |                                              | ?                                            | ?                                            |
| 1990 | 1990                                         |                                              | ?                                            | ?                                            |
| 2000 | 2000                                         |                                              | ?                                            | ?                                            |
| 2005 | 2005                                         |                                              | 890                                          | 890                                          |
| 2010 | 2010                                         |                                              | 814                                          | 814                                          |
| 2011 | 2011                                         |                                              | 792                                          | 792                                          |
| 2015 | 2015                                         |                                              | 772                                          | 772                                          |
| Datenquelle: Historisches Gemeindeverzeichnis für Hessen: Die Bevölkerung der Gemeinden 1834 bis 1967. Wiesbaden: Hessisches Statistisches Landesamt, 1968. Weitere Quellen: LAGIS; 1800; Gemeinde Schwalmtal (aus Webarchiv):; Zensus 2011 |                                              |                                              |                                              |                                              |

### Historische Religionszugehörigkeit
| • 1829: | 768 evangelische (= 83,78 %), ein katholischer (= 0,11 %), 139 jüdische (= 16,11 %) Einwohner |
| • 1961: | 768 evangelische (= 88,17 %), 91 katholische (= 10,45 %)                                      |

## Wappen
Blasonierung: „Wappenbeschreibung: In goldenem Feld ein durch zwei Rinken zusammengeschlagener, doch noch etwas voneinander stehender schrägrechts gelegter Kesselhaken, dessen Zacken sich abwärts kehren.“
Das Wappen wurde der Gemeinde Storndorf im damaligen Landkreis Alsfeld am 5. April 1957 durch den Hessischen Innenminister genehmigt. Gestaltet wurde es durch den Bad Nauheimer Heraldiker Heinz Ritt.
Der Kesselhaken ist ein Verweis auf die lange Tradition der Zunft von Kessel- und Nagelschmieden in Storndorf. Er wurde bei der Schaffung des Wappens der Gemeinde Schwalmtal in das neue Wappen übernommen.

## Infrastruktur und Gewerbe
- Im Ort treffen sich die Landesstraßen 3162 und 3164.
- In Storndorf gibt es ein Dorfgemeinschaftshaus, einen Kindergarten mit Betreuung von ein bis sechs Jahren und eine Grundschule.
- Des Weiteren befinden sich in Storndorf zwei Bäckereien, ein Dorfladen, mehrere Gaststätten und eine Kfz-Werkstatt.

## Söhne und Töchter des Ortes
- Friedrich Engelbach (1800–1874), Advokat und Abgeordneter
- Ludwig Lang (1861–1938), Präsident des Oberlandesgerichtes Darmstadt